# ティアティラ
ティアティラ(Thuatira, Thyatira)は小アジア西部のリュディアとムシヤの州境の町で、現在のトルコ西部マニサ県の町アクヒサル（アキサル）である。ヨハネの黙示録の7つの教会の四番目に登場する。なお日本の新改訳聖書ではテアテラと訳されていたが、新改訳2017からはティアティラという表記になった。

## 位置
ペルガモの南東60キロ、ヘルムス川の支流リュコス川に沿う肥沃な平原地帯にある。

## 歴史
シリアのセレウコス1世が設立して、テアテラと命名し、マケドニア人を入植させたが、ユダヤ人も多数居住していた。前190年にセレウコス朝が滅亡すると、一時ペルガモ王国に所属した。後に、前133年にローマ軍に侵略されて、ローマ帝国の統治下に組み込まれた。もともと、軍事的前哨基地として建設されたが、パックス・ロマーナの時代になると、商業都市として発展した。

## 聖書
ヨハネの黙示録に登場するアジアの7つの教会の第4番目に登場する。この町には太陽神テュリムノスを祭る神殿があり、ユダヤ教と異教の混交宗教がはびこり、不道徳な習慣が蔓延していた。黙示録は、このような状況下にあったクリスチャンを励ましたものである。